# UNLOCK (井口裕香の曲)
「UNLOCK」（アンロック）は、井口裕香の9作目のシングル。2018年5月23日発売。発売元はワーナー・ブラザース ホームエンターテイメント。

## 概要
ミニアルバム『Love』から約半年後にリリースされたシングルで、シングルとしては前作「RE-ILLUSION」以来約1年ぶりとなるリリース。本作の表題曲「UNLOCK」は、テレビアニメ『Lostorage conflated WIXOSS』のオープニングテーマに起用された。『WIXOSS』シリーズの集大成ということもあり、シリーズ1作目で主題歌を担当していた分島花音がこの曲の作詞を担当している。
本作はアーティスト盤（CD＋DVD）、アニメ盤（CD＋DVD）、通常盤（CD）の3形態で発売された。アニメ盤のみカップリング曲が異なっている。アーティスト盤には「UNLOCK」のMVおよびメイキング映像と、TVCFを収録したDVDが付属している。アニメ盤には『Lostorage conflated WIXOSS』のノンテロップオープニング映像と、井口裕香インタビュー映像を収録したDVDが付属している。
また、初回生産分特典として、アーティスト盤には井口裕香特製トレカ、アニメ盤にはTCG『WIXOSS』のプロモーションカード《ドロー・フォー》(ピルルク描き下ろしイラスト)が同梱されている。
井口は今作に関して「力を抜きたくて、レコーディングでもいろいろ試行錯誤しました。かっちり歌うというよりは、話しかけてるような、ささやいているような感じも意識したし、すがっているような感じ、女の人だからこそ出せる弱さ、強さみたいなものがあるんだろうな、と思っていて。”どうやって歌ったら力が抜けるかな”と思って、結果ずっと両手を挙げて歌ってました（笑）。正直、「UNLOCK」に限らず今回のシングルは挑戦でした。」とインタビューで答えている。
アーティスト盤・通常盤のカップリング曲「デザートを前にして」は、ミニアルバム『Love』収録の「奇跡」に続いて、野田愛実が作詞・作曲を担当している。

## 収録曲

### アーティスト盤・通常盤
| #         | タイトル                             | 作詞      | 作曲      | 編曲      | 時間  |
| --------- | ------------------------------------ | --------- | --------- | --------- | ----- |
| 1.        | 「UNLOCK」                           | 分島花音  | 中沢伴行  | 中沢伴行  | 3:54  |
| 2.        | 「デザートを前にして」               | 野田愛実  | 野田愛実  | 渡辺拓也  | 3:56  |
| 3.        | 「UNLOCK」(Instrumental)             |           |           |           | 3:54  |
| 4.        | 「デザートを前にして」(Instrumental) |           |           |           | 3:53  |
| 合計時間: | 合計時間:                            | 合計時間: | 合計時間: | 合計時間: | 15:37 |

| #         | タイトル                          | 作詞  | 作曲・編曲 |
| --------- | --------------------------------- | ----- | ---------- |
| 1.        | 「UNLOCK」(Music Video)           |       |            |
| 2.        | 「Behind the Scenes of "UNLOCK"」 |       |            |
| 3.        | 「TV-SPOT」                       |       |            |
| 合計時間: | 合計時間:                         | 14:14 |            |

### アニメ盤
| #         | タイトル                 | 作詞      | 作曲      | 編曲      | 時間  |
| --------- | ------------------------ | --------- | --------- | --------- | ----- |
| 1.        | 「UNLOCK」               | 分島花音  | 中沢伴行  | 中沢伴行  | 3:54  |
| 2.        | 「Room」                 | 矢吹香那  | 矢吹香那  | 前口渉    | 4:14  |
| 3.        | 「UNLOCK」(TV size)      |           |           |           | 1:35  |
| 4.        | 「UNLOCK」(Instrumental) |           |           |           | 3:54  |
| 5.        | 「Room」(Instrumental)   |           |           |           | 4:13  |
| 合計時間: | 合計時間:                | 合計時間: | 合計時間: | 合計時間: | 17:50 |

| #         | タイトル                                         | 作詞  | 作曲・編曲 |
| --------- | ------------------------------------------------ | ----- | ---------- |
| 1.        | 「『Lostorage conflated WIXOSS』ノンテロップOP」 |       |            |
| 2.        | 「SPECIAL INTERVIEW」                            |       |            |
| 合計時間: | 合計時間:                                        | 12:02 |            |